# Lev Schnirelmann
Lev Schnirelmann (rus: Лев Ге́нрихович Шнирельма́н)  (Hòmiel, 2 de gener de 1905 (Julià) - Moscou, 24 de setembre de 1938), a vegades escrit Shnirelman, va ser un matemàtic soviètic.
Schnirelmann va néixer a Hòmiel (avui Belarús) on va fer brillantment els estudis secundaris; tan és així que el 1920, amb només quinze anys va ser admès a la universitat Estatal de Moscou, gràcies a la intervenció de Nikolai Luzin. Durant els estudis universitaris va formar part del grup de deixebles de Luzin, anomenat Luzitània, establint una forta amistat amb Lazar Liusternik, amb qui va treballar conjuntament en temes de topologia. D'aquesta col·laboració van sorgir el teorema i la categoria de Lusternik-Schnirelmann. Després d'obtenir el doctorat el 1929, va ser professor a l'Institut Politècnic del Don (avui Universitat Tècnica Estatal de Novotcherkassk) durant un curs. El 1931 va tornar a Moscou on va ser professor a la seva universitat i a l'Institut Steklov de Matemàtiques.
El 1930 va ser un dels iniciadors de la persecució de matemàtics acusats de contrarevolucionaris (entre ells: Dmitri Iégorov i el propi Nikolai Luzin). Però el 1938, ell mateix va ser víctima del NKVD, la policia secreta, essent detingut, tot i que alliberat poc després. Aquest mateix any es va suïcidar obrint l'aixeta del gas del seu pis, tot i que les circumstàncies de la seva mort no son del tot clares.
A més dels seus treballs en topologia, també va fer recerca en els camps del càlcul de variacions i la teoria de nombres. En aquest últim camp son importants els seus resultats sobre la conjectura de Goldbach, en demostrar que qualsevol nombre es pot expressar com la suma de no més de {\displaystyle C} nombres primers, essent {\displaystyle C} una constant computable.